# Rhodera hypogea
Rhodera hypogea is een spinnensoort in de taxonomische indeling van de celspinnen (Dysderidae).
Het dier behoort tot het geslacht Rhodera. De wetenschappelijke naam van de soort werd voor het eerst geldig gepubliceerd in 1989 door Christa Deeleman-Reinhold.